# Josephus Indus
Josephus Indus (im italienischen Text ursprünglich Joseph Indiano; * um 1460; † nach 1502) war ein indischer Thomaschrist aus Kodungallur (= Cranganore), der 1501 mit der Flotte Cabrals nach Portugal kam. Von dort reiste er 1502 nach Rom und Venedig weiter; zu dem Zeitpunkt soll Joseph ca. 40 Jahre alt gewesen sein. Während seines Aufenthalts in Venedig entstand aufgrund seiner Auskünfte ein landeskundlicher Bericht eines unbekannten Autors über Indien und die Thomaschristen, der Eingang in die 1507 gedruckte Anthologie Paesi novamente retrovati und deren Übersetzungen fand.